# Neocaridina
Genre
Neocaridina est un genre de crevettes d'eau douce de la famille des Atyidae.

## Liste d'espèces
Selon World Register of Marine Species (27 décembre 2018) :
- Neocaridina anhuiensis (Liang, Zhu & Xiong, 1984)
- Neocaridina bamana Liang, 2004
- Neocaridina brevidactyla Liang, Chen & W.-X. Li, 2005
- Neocaridina curvifrons (Liang, 1979)
- Neocaridina davidi (Bouvier, 1904) anciennement Neocaridina heteropoda (Liang, 2002) ou encore Neocaridina denticulata (De Haan, 1844 (in De Haan, 1833-1850)) - espèce type
- Neocaridina euspinosa Cai, 1996
- Neocaridina fukiensis (Liang & Yan, 1977)
- Neocaridina gracilipoda Liang, 2004
- Neocaridina hofendopoda (Shen, 1948)
- Neocaridina homospina Liang, 2002
- Neocaridina ikiensis Shih, Cai, Niwa & Nakahara, 2017
- Neocaridina iriomotensis Naruse, Shokita & Cai, 2006
- Neocaridina ishigakiensis (Fujino & Shokita, 1975)
- Neocaridina ketagalan Shih & Cai, 2007
- Neocaridina keunbaei (H.S. Kim, 1976)
- Neocaridina linfenensis Cai, 1996
- Neocaridina longipoda (Cai, 1995)
- Neocaridina palmata (Shen, 1948)
- Neocaridina saccam Shih & Cai, 2007
- Neocaridina spinosa (Liang, 1964)
- Neocaridina xiapuensis Zheng, 2002
- Neocaridina yueluensis Chen, Chen & Guo, 2018
- Neocaridina zhangjiajiensis Cai, 1996
- Neocaridina zhoushanensis Cai, 1996

## Aquariophilie
Plusieurs variétés sont élevées pour l'aquariophilie et sont décrites sont les noms :
- Neocaridina heteropoda
  - Neocaridina heteropoda var. red (syn. Red cherry)
  - Neocaridina heteropoda var. yellow (syn. Yellow Neon)
  - Neocaridina heteropoda var. blue (syn. Blue Jelly, Blue Fairy, Full Rili Blue)
- Neocaridina cf. zhanghjiajiensis
  - Neocaridina cf. zhanghjiajiensis var. amber
  - Neocaridina cf. zhanghjiajiensis var. blue
  - Neocaridina cf. zhanghjiajiensis var. white

## Galerie

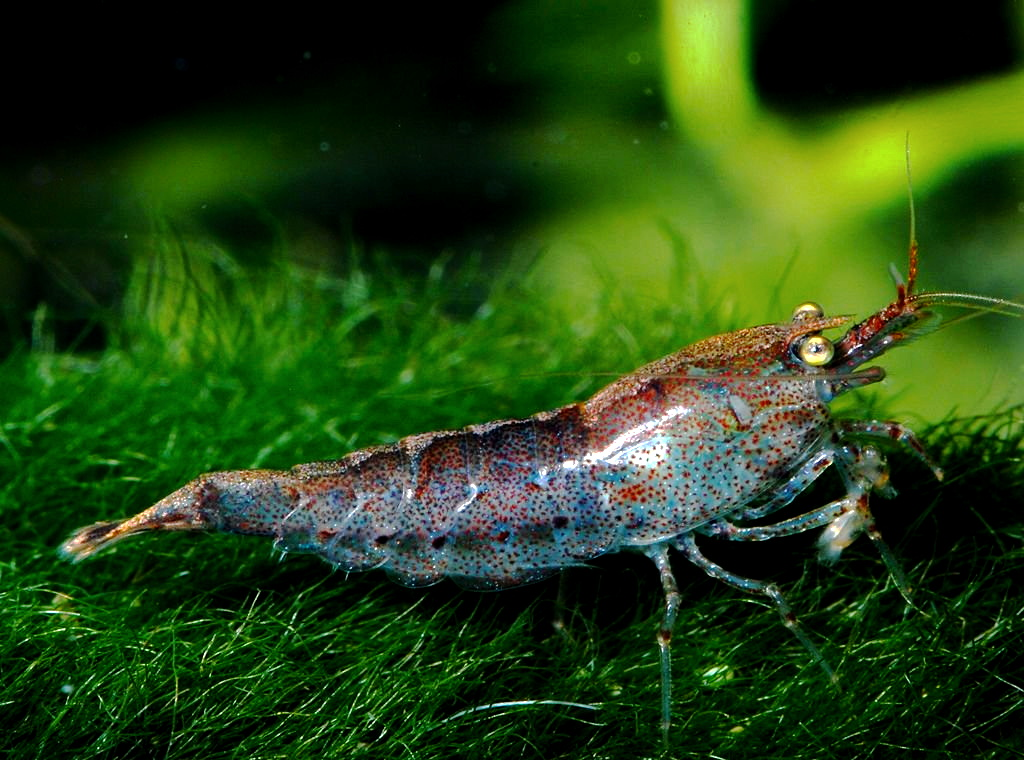
Neocaridina-palmata
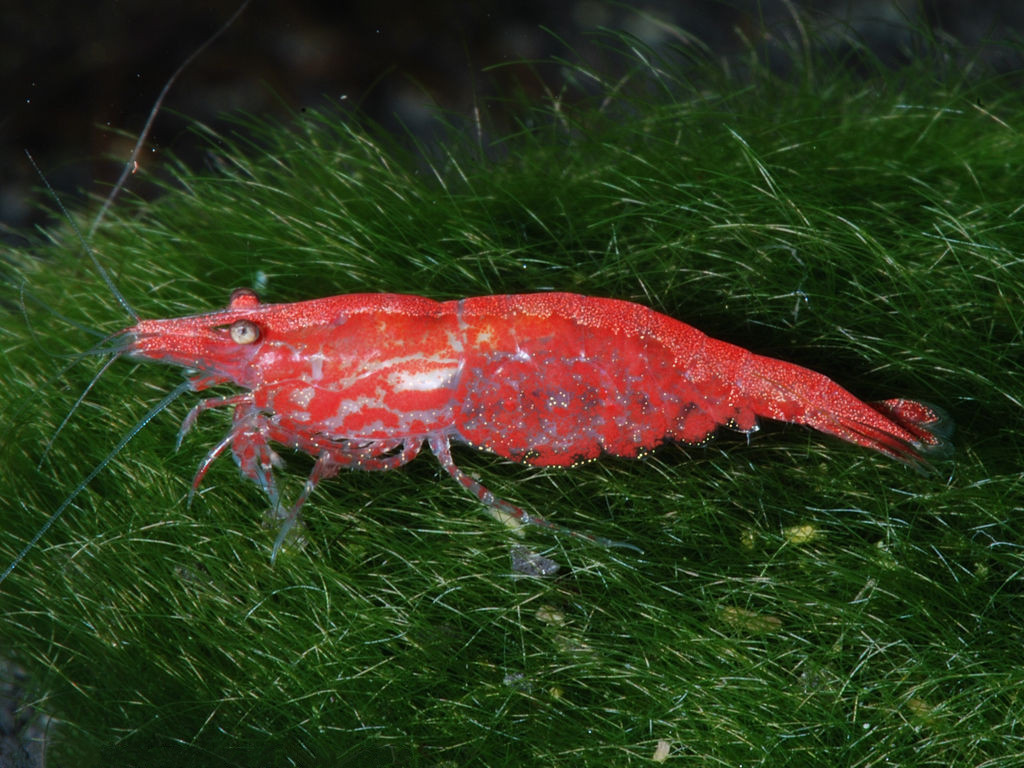
Neocaridina heteropoda var. red (Fire Red)
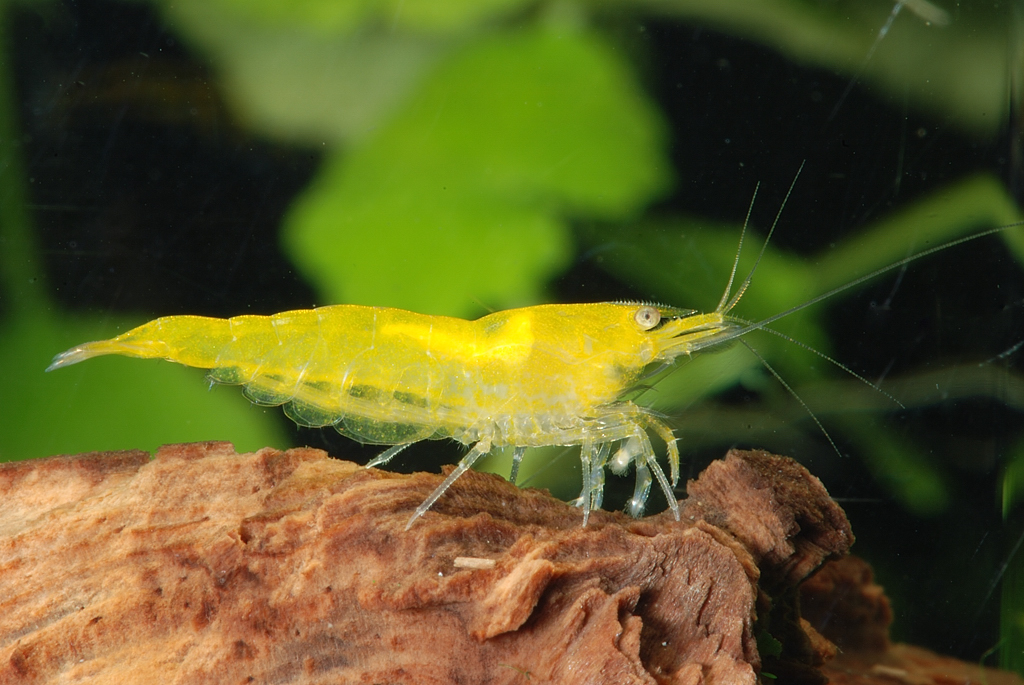
Neocaridina heteropoda var. yellow (Yellow)
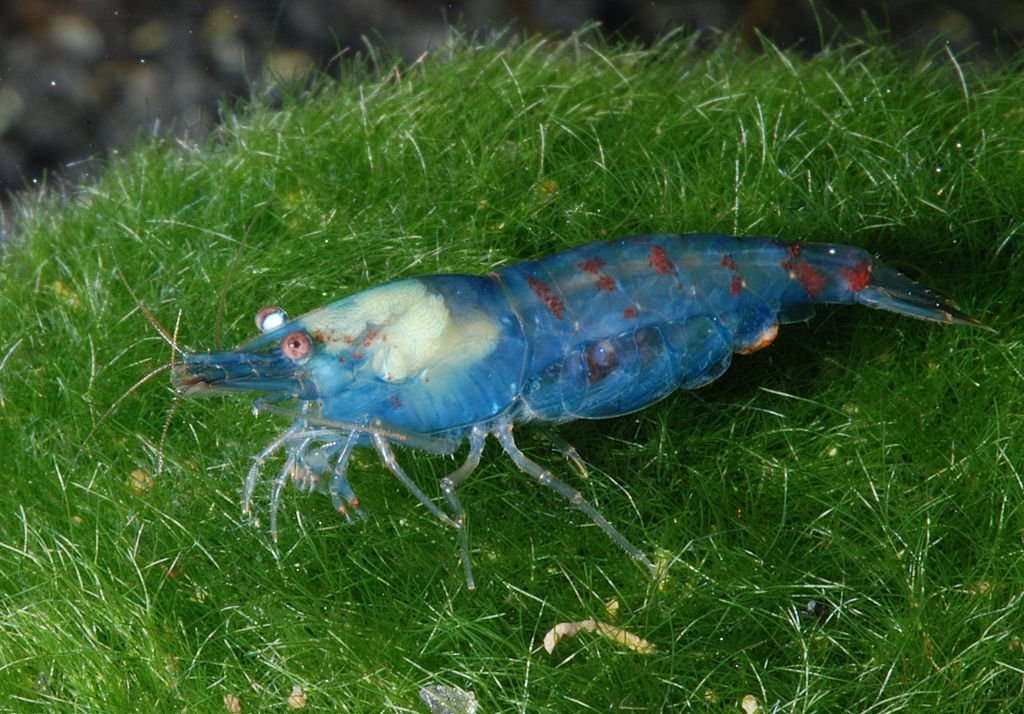
Neocaridina cf. zhangjiajiensis var. blue pearl (Blue Pearl)
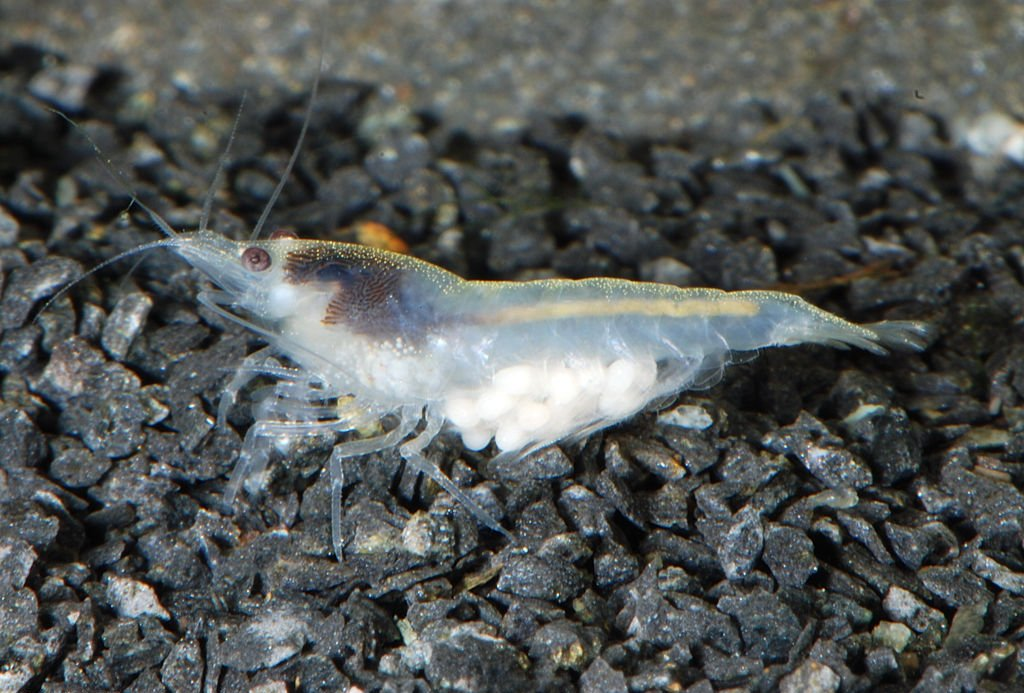
Neocaridina cf. zhangjiajiensis var. White Pearl (White Pearl)

## Publication originale
- Kubo, 1938 : On the Japanese atyid shrimps. Journal of the Imperial Fisheries Institute, vol. 33, n. 1, pp. 67-100 (texte intégral) (en).